# W płomieniach
W płomieniach – singel polskiego piosenkarza Mateusza Ziółki z jego debiutanckiego albumu studyjnego, zatytułowanego Na nowo. Singel został wydany 17 października 2016.
Kompozycja znalazła się na 4. miejscu listy OLiA, najczęściej odtwarzanych utworów w polskich rozgłośniach radiowych. Nagranie uzyskało w Polsce status trzykrotnie platynowej płyty, przekraczając liczbę 150 tysięcy sprzedanych kopii.

## Geneza utworu i historia wydania
Utwór napisali i skomponowali Katarzyna Chrzanowska, Łukasz Bartoszak, Marcin Czyżewski, Marcin Piotrkowski i Przemysław Puk.
Singel ukazał się w formacie digital download 17 października 2016 w Polsce za pośrednictwem wytwórni płytowej Warner Music Poland. Kompozycja została umieszczona na debiutanckim albumie studyjnym Mateusza Ziółki – Na nowo.

## „W płomieniach” w stacjach radiowych
Nagranie było notowane na 4. miejscu w zestawieniu OLiA, najczęściej odtwarzanych utworów w polskich rozgłośniach radiowych.

## Teledysk
Do utworu powstał teledysk, który udostępniono 20 października 2016 za pośrednictwem serwisu YouTube.

## Notowania

### Pozycje na listach airplay
| Kraj   | Lista             | Najwyższa pozycja |
| ------ | ----------------- | ----------------- |
| Polska | OLiA              | 4                 |
| Polska | AirPlay – Nowości | 3                 |

## Certyfikaty
| Kraj          | Certyfikat         | Sprzedaż |
| ------------- | ------------------ | -------- |
| Polska (ZPAV) | 3x platynowa płyta | 150 000+ |